# Sukamulih
Sukamulih is een bestuurslaag in het regentschap Bogor van de provincie West-Java, Indonesië. Sukamulih telt 5130 inwoners (volkstelling 2010).